# ISO 3166-2:AE
ISO 3166-2:AE este o secțiune a ISO 3166-2, parte a standardului ISO 3166, publicat de Organizația Internațională de Standardizare (ISO), care definește codurile pentru subdiviziunile Emiratelor Arabe Unite (a cărui cod ISO 3166-1 alpha-2 este AE).
În prezent 7 emirate au asignate coduri. Fiecare cod începe cu AE-, urmat de două litere.

## Codurile actuale
Codurile și numele diviziunilor sunt listate așa cum se regăsesc în standardul publicat de Agenția de Mentenanță a standartului ISO 3166 (ISO 3166/MA). Faceți click pe butonul din capul listei pentru a sorta fiecare coloană.
| Code  | Nume subdiviziune |
| ----- | ----------------- |
| AE-AZ | Abu Dhabi         |
| AE-AJ | 'Ajmān            |
| AE-FU | Fujairah          |
| AE-SH | Sharjah           |
| AE-DU | Dubai             |
| AE-RK | Ras el Jaima      |
| AE-UQ | Um el Kaiwain     |